# Moos, Deggendorf
Moos là một đô thị tại huyện Deggendorf bang Bayern nước Đức. Đô thị Moos, Deggendorf có diện tích 32,23 km², dân số thời điểm ngày 31 tháng 12 năm 2006 là 2179 người.